# Yamaha YM2610
L'YM2610 OPNB (da "FM Operator Type-N - Rev. B") è un chip sonoro a 15 canali che fa parte della famiglia di sintetizzatori FM "OPN" sviluppata da Yamaha. Deriva dall'YM2608 ed è noto per essere stato impiegato nella console e negli arcade "Neo Geo" di SNK, oltre che in altri giochi a moneta (tra cui Liquid Kids e Aggressors of Dark Kombat).

## Caratteristiche tecniche
- 4 canali FM simultanei, 4 oscillatori per canale;
- 3 canali sonori programmabili (SSG);
- 1 canale di rumore bianco programmabile;
- 6 canali ADPCM con frequenza di campionamento a 18,5 kHz (ADPCM-A);
- 1 canale ADCPM con frequenza di campionamento variabile da 1,8 a 55,5 kHz (ADPCM-B);
- 2 contatori programmabili;
- 1 oscillatore a bassa frequenza (LFO).

L'YM2610 è stato usato in abbinamento al convertitore analogico-digitale (DAC) YM3016.